# Ziment
Der Ziment war ein Tiroler Flüssigkeitsmaß und dem Seidel gleich.
Das Getränkemaß in Bozen  war eine zu den kleinen Volumenmaßen zählende Einheit. Es stand in enger Verbindung zum Maß Ueren.
- 1 Ziment oder Seidel = 17,5 Pariser Kubikzoll = 7/20 Litre[1]
- 1 Ziment = 0,3538 Liter[2]
- 128 Ziment = 1 Yhren/Ueren

Das Flüssigkeitsmaß Ueren entsprach 1 neuer Wiener Eimer.
Das Ziment-Amt in Wien war die Behörde, bei der alle Maße und Gewichte geeicht oder zimentirt wurden.